# 藤沢市立御所見小学校
藤沢市立御所見小学校（ふじさわしりつ ごしょみしょうがっこう）は、神奈川県藤沢市北部の打戻にある公立小学校である。

## 沿革
- 1892年（明治25年） - 用田学舎として開校
- 2015年（平成27年） - 123年の歴史がある[2]。

## 教育目標
（育てたい子ども像）「豊かに学び育つ御所見の子」
- 自分で考え行動する子
- 思いやりのある優しい子
- ねばり強く学ぶ子 [3]

## 学区
- 用田
- 葛原
- 菖蒲沢の一部
- 打戻の一部[4]

## 進学先
公立中学校の場合。
- 藤沢市立御所見中学校

## アクセス
- 小田急江ノ島線・長後駅からバス海老名駅行き、または綾瀬車庫行き、宮原南行きで15分 - 20分、「用田バス停」より徒歩1分[5]